# احتمال پسین
در آمار بیزی، توزیع احتمال پسین (به انگلیسی: Posterior probability distribution) یک کمیت احتمالاتی توزیع احتمالی است پس از مشاهده شواهد (داده). به عبارت دیگر، توزیع احتمال پسین احتمال شرطی آن کمیت است به شرط دیدن داده.
به بیان ریاضی: احتمال پسین یک پارامتر {\displaystyle \theta } پس از مشاهده داده {\displaystyle X} برابر است با {\displaystyle P(\theta |X)}. اگر {\displaystyle P(\theta )} احتمال پیشین {\displaystyle \theta }، یعنی آگاهی پیشین ما در مورد {\displaystyle \theta }، را نشان دهد، با استفاده از قاعده بیز می‌توان نوشت:
{\displaystyle p(\theta |X)={\frac {p(\theta )p(X|\theta )}{p(X)}}.}
که در آن {\displaystyle p(X|\theta )} درستنمایی داده را نشان می‌دهد. برای به خاطر سپردن این رابطه می‌توان به صورت زیر نیز فکر کرد:
{\displaystyle {\text{Posterior probability}}\propto {\text{Prior probability}}\times {\text{Likelihood}}}